# Eunogyra curupira
Eunogyra curupira är en fjärilsart som beskrevs av Bates 1868. Eunogyra curupira ingår i släktet Eunogyra och familjen Riodinidae. Inga underarter finns listade i Catalogue of Life.